# Handzamevaart

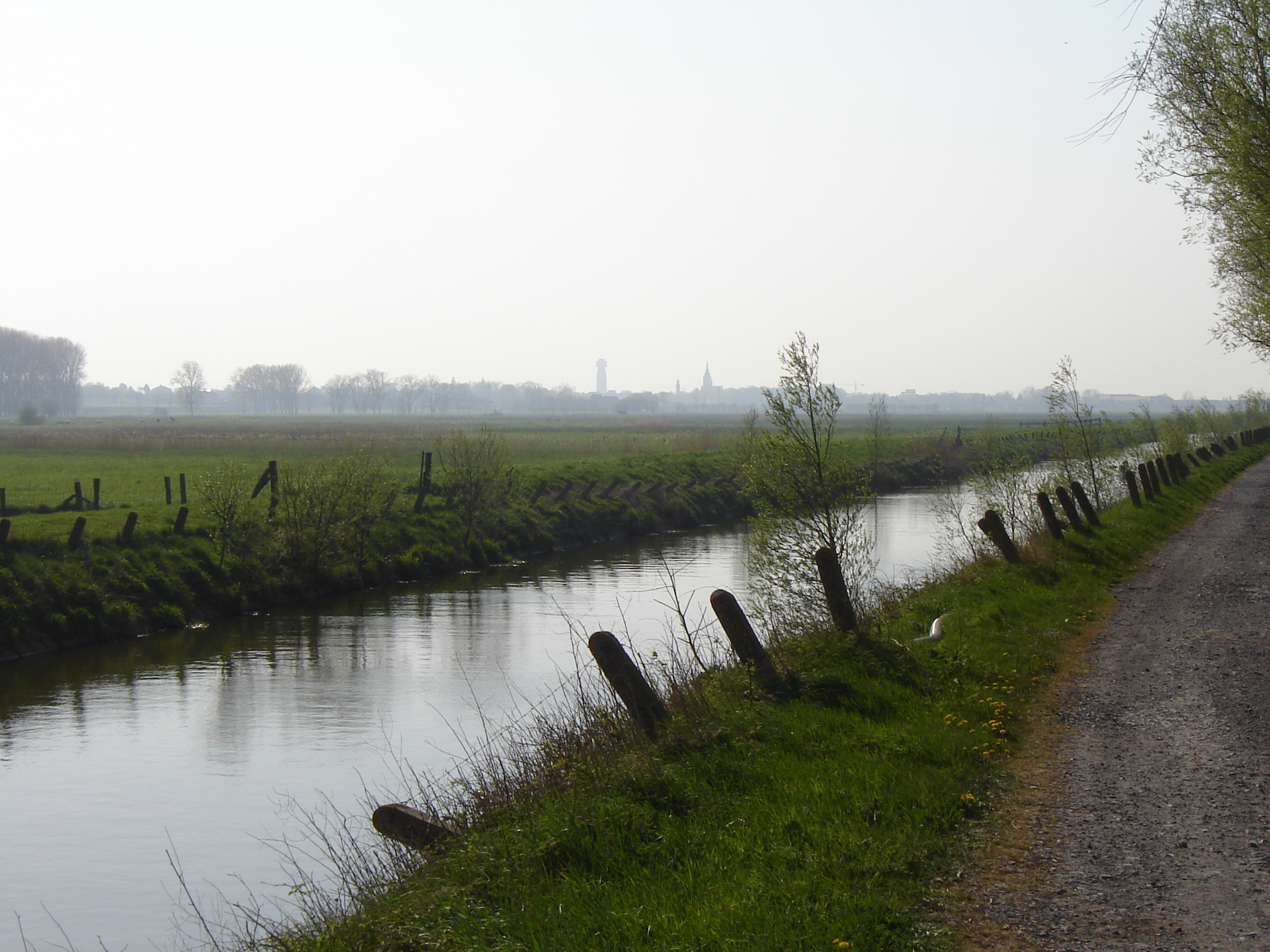
Handzamevaart, hier grens tussen Vladslo en Esen. Op achtergrond: Diksmuide

De Handzamevaart is een klein riviertje of beek in de Belgische provincie West-Vlaanderen, dat uitmondt in de IJzer. Het stroomgebied van deze vaart en de zijbeken bestrijkt een oppervlakte van 173 km² op de rechteroever van de IJzer.
Ze ontspringt nabij Torhout als Spanjaardbeek en buigt daarna westwaarts af naar Kortemark. Als Krekebeek of Krekelbeek loopt de stroom ten zuiden van Kortemark en Handzame door. Voorbij Handzame spreekt men van de Handzamevaart. De vaart stroomt tussen Werken en Zarren door, en is er vanaf daar grotendeels gekanaliseerd. Dit is al in 1775 gebeurd. Wat verder stroomt de Oude Zarrenbeek in de Handzamevaart. De vaart stroomt nog tussen Esen en Vladslo door, en mondt ten slotte in het stadscentrum van Diksmuide uit in de IJzer.

## Vallei van de Handzamevaart
De vallei van de Handzamevaart is een open poldergebied dat een insnijding vormt tussen Zandig Vlaanderen in het noorden en Zandlemig Vlaanderen in het zuiden. Het gebied werd eeuwenlang als hooi- en weiland gebruikt en kent nog vele historische perceelgrenzen. Er is een rijke flora van vochtige graslanden, terwijl het gebied ook rijk is aan vogels. Er ligt een bosje van enige omvang in de vallei ten oosten van de weg van Vladslo naar Esen. Verder is het gebied, op enkele bomenrijen na, boomloos.
In de vallei vindt men het natuurgebied Betoosterse Broeken (ook: Bethoosterse Broeken) met een wandelroute die erdoor voert.